# Jaderná elektrárna Berkeley
Berkeley je jaderná elektrárna ležící na řece Severn v Gloucestershire v Anglii.
Její výstavba byla zahájena v roce 1956 a do provozu byla uvedena v roce 1962. Zahrnovala dva jaderné reaktory typu Magnox o výkonu 276 MW, které byly odstaveny v říjnu 1988, respektive v březnu 1989.